# Leonard Jimmie Savage
Leonard Jimmie Savage (20 de novembro de 1917 — 1 de novembro de 1971) foi um matemático estadunidense.
O economista Milton Friedman, laureado com o Prêmio Nobel de Economia de 1976, disse que Savage foi "uma das poucas pessoas que encontrei que, sem hesitar, denominaria um gênio."
Graduado na Universidade de Michigan, trabalhou depois no Instituto de Estudos Avançados de Princeton, Universidade de Chicago, Universidade de Michigan, Universidade Yale e Universidade Columbia. Embora seu orientador tenha sido Sumner Byron Myers, ele creditou Milton Friedman e Wilson Allen Wallis como seus mentores estatísticos.